# Jordi Torres i Fernández
|  | «Jordi Torres» redirigeix aquí. Vegeu-ne altres significats a «Jordi Torres Soca». |

Jordi Torres i Fernández   (Rubí, 27 d'agost de 1987) és un pilot de motociclisme català que va guanyar dues Copes del món de MotoE consecutives els anys 2020 i 2021. Anteriorment havia guanyat dos campionats d'Espanya de Moto2 i dos d'Europa de Supersport consecutius (2011-2012).

## Carrera esportiva

### Primers anys
Torres va començar la seva carrera com a pilot professional al CEV, competint del 2003 al 2006 en la categoria Supersport, on va aconseguir la seva millor classificació el 2005 en quedar-hi tercer. Va debutar en una cursa de rang mundial el 2006, quan va obtenir dos wild cards per a participar en les proves de València i Imola del campionat del món de Supersport amb la Yamaha YZF R6 de l'equip Speed Moto. A València va arribar a meta en la cinquena posició, però va ser desqualificat per una irregularitat pel que fa al pes mínim de la seva motocicleta.
El 2006, el seu germà, Rubén Torres, també pilot de motociclisme professional, va perdre la vida  en un accident durant una cursa de la categoria Supersport del campionat d'Espanya celebrada al circuit de Catalunya, una cursa en què participava el mateix Jordi.
Torres competeix a escala internacional de forma fixa des de la temporada del 2010. Els anys 2011 i 2012 va guanyar dos campionats d'Espanya de Moto2 i dos campionats d'Europa de Supersport consecutius, aquests darrers disputats a una única cursa a Albacete.

### Mundial de Moto2 (2010-2014)

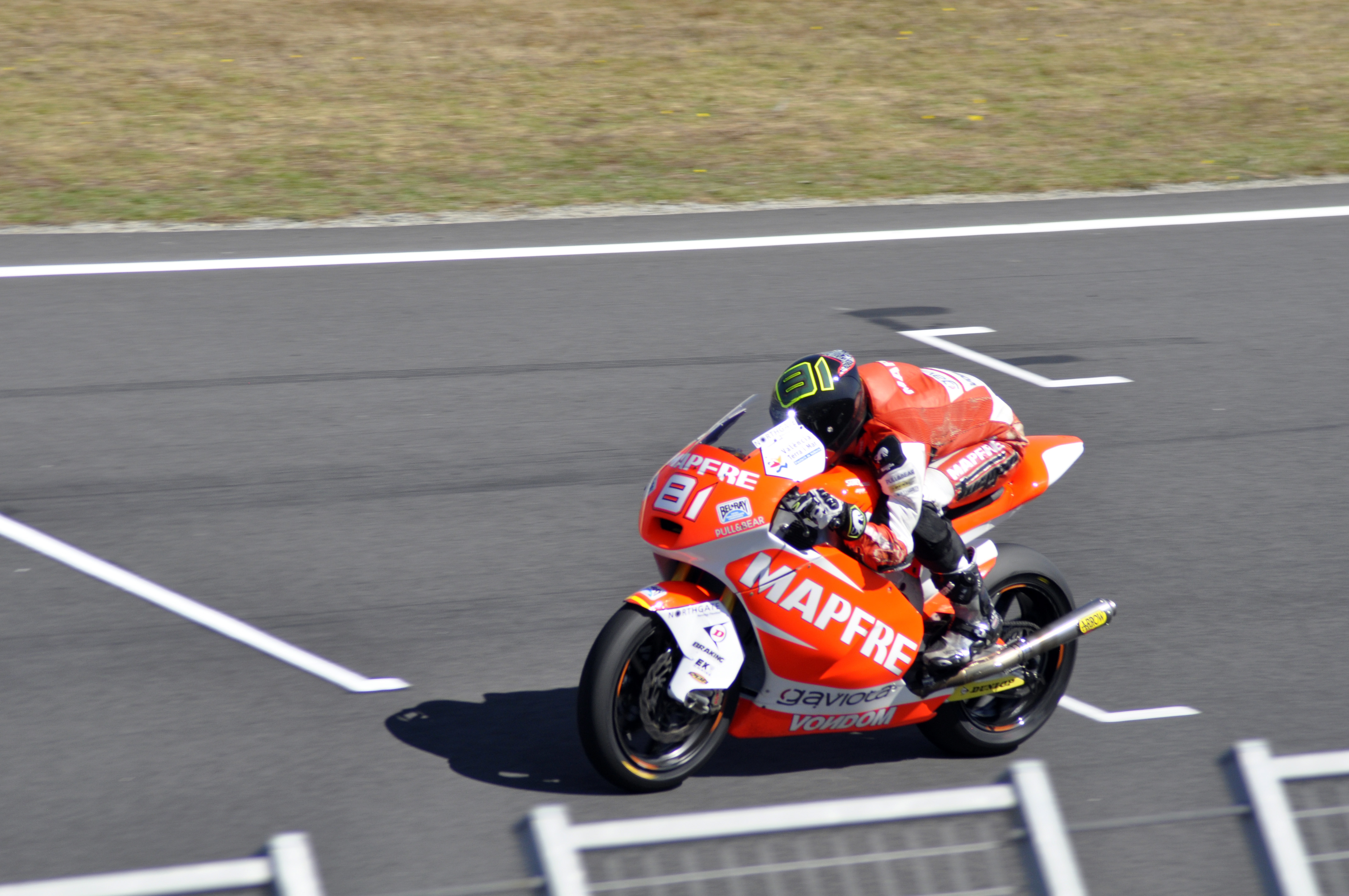
Jordi Torres a Austràlia en una prova de pneumàtics de Moto2 el 2014

Pel que fa al campionat del món de motociclisme hi va debutar, gràcies a una wild card, al Gran Premi de Catalunya de 2010, on acabar en 19a posició amb una Promoharris. A partir de la temporada del 2011 va esdevenir fix al mundial de Moto2, on corria amb uns Suter MMXI de l'equip Mapfre Aspar, sense, però, obtenir cap punt. En la temporada següent va emprar primer una Tech 3 Mistral 610 i després de nou una Suter, acabant en dinovè lloc final.
El 2013 va aconseguir la seva primera victòria a Moto2 al Gran Premi d'Alemanya per davant de Pol Espargaró i després va obtenir un tercer lloc a Austràlia i un de segon a Xest. Va acabar la temporada en desè lloc. El 2014, amb el mateix equip, va obtenir com a millor resultat dos vuitens llocs (Qatar i Aragó) i va acabar la temporada en setzè lloc.

### Superbike

#### 2015

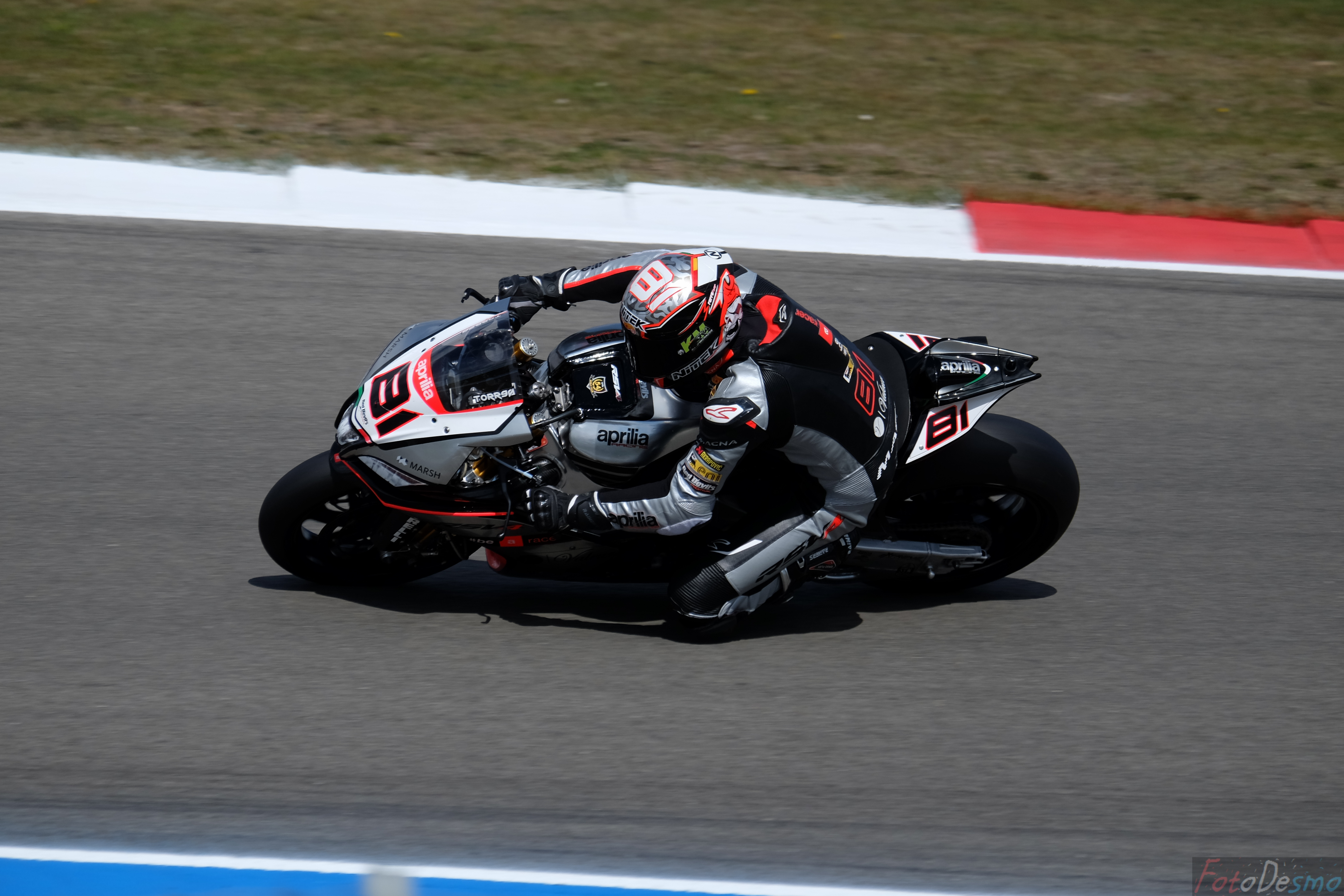
Jordi Torres a Assen amb l'Aprilia de SBK el 2015

El 2015, Torres va passar a competir al campionat del món de Superbike amb una Aprilia RSV4 RF de l'Aprilia Racing Team - Red Devils, on tenia de company Leon Haslam. Torres va començar la temporada amb resultats dignes, millorant de mica en mica fins a assolir el podi a Imola, Malàisia i Espanya, abans d'aconseguir la victòria a la cursa 1 al Gran Premi final de Qatar. Va acabar la temporada en la cinquena posició final, essent el millor Debutant de l'any.

#### 2016
El 2016 va canviar d'equip per a pilotar la BMW S1000 RR de l'equip Althea BMW Racing. Va protagonitzar en temporada regular, retirant-se només una vegada (a la cursa 2 del Lausitzring) i acabant en posició de punts en totes les altres curses. Va acabar la temporada com al millor dels pilots de BMW, en sisena posició final.

#### 2017
El 2017 va romandre a l'equip Althea BMW Racing amb la BMW S1000 RR i tenint de company d'equip el mateix que la temporada anterior, l'alemany Markus Reiterberger. Va acabar la temporada en novena posició.

#### 2018
El 2018 va canviar d'equip i va entrar a MV Agusta Reparto Corse, que li va confiar l'única 1000 F4 del campionat. A més, aquella temporada fou cridat per a substituir el lesionat Tito Rabat a bord d'una Ducati Desmosedici de MotoGP dins l'equip Avintia Racing en els Grans Premis d'Aragó, Tailàndia, Japó, Austràlia, Malàisia i la Comunitat Valenciana (a Malàisia no hi va poder córrer en fracturar-se el polze esquerre al entrenaments lliures). Finalment, a MotoGP va anotar un sol punt, mentre que al mundial de Superbike, a partir de la cursa de l'Argentina, el xilè Maximilian Scheib va ocupar el seu lloc a l'equip de MV Agusta. Amb els punts obtinguts fins aleshores al Campionat, Torres va acabar tretzè a la classificació final.

#### 2019
El 2019 va passar al Team Pedercini amb una Kawasaki ZX-10R amb la qual també va participar en el Trofeu Independents. Va acabar la temporada en l'onzè lloc final, quart en el rànquing del Trofeu Independents.

### MotoE

#### 2020
El 2020, Torres va passar a la classe MotoE del campionat del món amb l'equip Pons Racing. Amb una victòria a la primera cursa, a França, i dos segons llocs (Andalusia i la primera cursa a Emília-Romanya) va aconseguir el títol mundial.

#### 2021
El 2021 continuà al mateix equip, amb Jasper Iwema de company. Revalidà el títol mundial amb una victòria, un segon lloc i dos de tercers llocs com a millors resultats. A la segona cursa de Misano, l'última de la temporada, va caure mentre encapçalava la cursa després que el seu rival directe al títol, Dominique Aegerter, l'envestís. El suís, per tant, va guanyar la cursa i també el campionat, però els jutges van decidir que l'avançament d'Aegerter a Torres havia estat massa agressiu i li van imposar una penalització de 38 segons, cosa que el va endarrerir a la dotzena posició i va atorgar el títol al català.

#### 2022
El 2022, Torres començà la tercera temporada consecutiva a MotoE amb Mattia Casadei de company d'equip. Durant el Gran Premi de França va patir un accident les seqüeles del qual li van impedir participar en la següent carrera i va ser substituït per Massimo Roccoli. Va acabar la temporada en l'onzena posició final.

#### 2023
El 2023 continuà a MotoE, ara dins l'Aspar Team amb María Herrera de companya. Va acabar el campionat en segona posició, a uns quaranta punts del campió, Mattia Casadei. A més, a començaments de temporada va substituir Izan Guevara a Moto2 durant dues curses, sense aconseguir cap punt.

#### 2024
El 2024 continuà amb l'Aspar Team a MotoE, amb Kevin Zannoni de company. Va aconseguir dos podis i va acabar el campionat en sisena posició.

## Resultats al Mundial de motociclisme

### Per temporada
| Temporada | Categoria | Moto        | Equip                     | Curses | Victòries | Podis | Poles | FLaps | Pts | Posició | Títols |
| --------- | --------- | ----------- | ------------------------- | ------ | --------- | ----- | ----- | ----- | --- | ------- | ------ |
| 2010      | Moto2     | Promoharris | MR Griful                 | 1      | 0         | 0     | 0     | 0     | 0   | NC      | –      |
| 2011      | Moto2     | Suter       | Mapfre Aspar Team Moto2   | 10     | 0         | 0     | 0     | 0     | 0   | NC      | –      |
| 2012      | Moto2     | Tech 3      | Tech 3 Racing             | 1      | 0         | 0     | 0     | 0     | 0   | 19è     | –      |
| 2012      | Moto2     | Suter       | Mapfre Aspar Team Moto2   | 8      | 0         | 0     | 0     | 0     | 31  | 19è     | –      |
| 2013      | Moto2     | Suter       | Mapfre Aspar Team Moto2   | 17     | 1         | 3     | 0     | 1     | 128 | 10è     | –      |
| 2014      | Moto2     | Suter       | Mapfre Aspar Team Moto2   | 18     | 0         | 0     | 0     | 0     | 57  | 16è     | –      |
| 2018      | MotoGP    | Ducati      | Reale Avintia Racing      | 5      | 0         | 0     | 0     | 0     | 1   | 28è     | –      |
| 2020      | MotoE     | Energica    | Pons Racing 40            | 7      | 1         | 4     | 2     | 1     | 114 | 1r      | 1      |
| 2021      | MotoE     | Energica    | Pons Racing 40            | 7      | 1         | 4     | 1     | 0     | 100 | 1r      | 1      |
| 2022      | MotoE     | Energica    | Pons Racing 40            | 9      | 0         | 0     | 0     | 0     | 65  | 11è     | –      |
| 2023      | MotoE     | Ducati V21L | Openbank Aspar Team       | 16     | 2         | 6     | 6     | 2     | 217 | 2n      | –      |
| 2023      | Moto2     | Kalex       | Inde GasGas Aspar Team M2 | 2      | 0         | 0     | 0     | 0     | 0   | 32è     | –      |
| 2024      | MotoE     | Ducati      | Openbank Aspar Team       | 16     | 0         | 2     | 0     | 0     | 152 | 6è      | –      |
| Total     |           |             |                           | 117    | 5         | 19    | 10    | 4     | 969 |         | 2      |

### Per categoria
| Categoria | Temporada                        | 1a Cursa       | 1r Podi        | 1a Victòria    | Curses | Victòries | Podis | Poles | FLaps | Pts | Títols |
| --------- | -------------------------------- | -------------- | -------------- | -------------- | ------ | --------- | ----- | ----- | ----- | --- | ------ |
| Moto2     | 2010–2014                        | 2010 Catalunya | 2013 Alemanya  | 2013 Alemanya  | 57     | 1         | 3     | 0     | 1     | 216 | 0      |
| MotoGP    | 2018                             | 2018 Aragó     |                |                | 5      | 0         | 0     | 0     | 0     | 1   | 0      |
| MotoE     | 2020–actualitat                  | 2020 Espanya   | 2020 Andalusia | 2020 França R1 | 55     | 4         | 16    | 10    | 3     | 648 | 2      |
| Total     | 2010–2014, 2018, 2020–actualitat |                |                |                | 117    | 5         | 19    | 10    | 4     | 969 | 2      |

### Curses per any
Barem de puntuació de 1993 ençà:
| Posició | 1  | 2  | 3  | 4  | 5  | 6  | 7 | 8 | 9 | 10 | 11 | 12 | 13 | 14 | 15 |
| Punts   | 25 | 20 | 16 | 13 | 11 | 10 | 9 | 8 | 7 | 6  | 5  | 4  | 3  | 2  | 1  |

(Ids. Grans Premis | Llegenda) (Curses en negreta indiquen pole; curses en  itàlica indiquen volta ràpida)
| Any  | Categoria | Moto        | 1        | 2      | 3        | 4        | 5      | 6       | 7        | 8       | 9       | 10      | 11     | 12     | 13     | 14       | 15      | 16      | 17     | 18      | 19     | 20  | Pos | Pts |
| ---- | --------- | ----------- | -------- | ------ | -------- | -------- | ------ | ------- | -------- | ------- | ------- | ------- | ------ | ------ | ------ | -------- | ------- | ------- | ------ | ------- | ------ | --- | --- | --- |
| 2010 | Moto2     | Promoharris | QAT      | ESP    | FRA      | ITA      | GBR    | NED     | CAT 19   | GER     | CZE     | INP     | SM     | ARA    | JPN    | MAL      | AUS     | POR     | VAL    |         |        |     | NC  | 0   |
| 2011 | Moto2     | Suter       | QAT      | ESP    | POR      | FRA      | CAT    | GBR Ret | NED      | ITA 19  | GER 21  | CZE 19  | INP 18 | SM DNS | ARA 20 | JPN Ret  | AUS Ret | MAL 17  | VAL 18 |         |        |     | NC  | 0   |
| 2012 | Moto2     | Tech 3      | QAT      | ESP    | POR      | FRA      | CAT 16 | GBR     | NED      | GER     | ITA     |         |        |        |        |          |         |         |        |         |        |     | 19è | 31  |
| 2012 | Moto2     | Suter       |          |        |          |          |        |         |          |         |         | INP 18  | CZE 13 | SM 16  | ARA 8  | JPN 12   | MAL Ret | AUS 10  | VAL 6  |         |        |     | 19è | 31  |
| 2013 | Moto2     | Suter       | QAT 11   | AME 13 | ESP 7    | FRA Ret  | ITA 6  | CAT Ret | NED 9    | GER 1   | INP 10  | CZE 10  | GBR 13 | SM 15  | ARA 6  | MAL 9    | AUS 3   | JPN Ret | VAL 2  |         |        |     | 10è | 128 |
| 2014 | Moto2     | Suter       | QAT 8    | AME 26 | ARG 10   | ESP 12   | FRA 17 | ITA 11  | CAT Ret  | NED 26  | GER Ret | INP 12  | CZE 18 | GBR 11 | SM 21  | ARA 8    | JPN 11  | AUS 10  | MAL 15 | VAL 11  |        |     | 16è | 57  |
| 2018 | MotoGP    | Ducati      | QAT      | ARG    | AME      | ESP      | FRA    | ITA     | CAT      | NED     | GER     | CZE     | AUT    | GBR    | SM     | ARA 20   | THA 19  | JPN 17  | AUS 17 | MAL DNS | VAL 15 |     | 28è | 1   |
| 2020 | MotoE     | Energica    | ESP 6    | ANC 2  | SM 4     | EMI1 2   | EMI2 3 | FRA1 1  | FRA2 6   |         |         |         |        |        |        |          |         |         |        |         |        |     | 1r  | 114 |
| 2021 | MotoE     | Energica    | ESP 3    | FRA 5  | CAT 3    | NED 2    | AUT 7  | SM1 1   | SM2 13   |         |         |         |        |        |        |          |         |         |        |         |        |     | 1r  | 100 |
| 2022 | MotoE     | Energica    | ESP1 5   | ESP2 7 | FRA1 Ret | FRA2 DNS | ITA1   | ITA2    | NED1 9   | NED2 16 | AUT1 8  | AUT2 10 | SM1 4  | SM2 5  |        |          |         |         |        |         |        |     | 11è | 65  |
| 2023 | MotoE     | Ducati      | FRA1 1   | FRA2 2 | ITA1 9   | ITA2 5   | GER1 1 | GER2 3  | NED1 2   | NED2 2  | GBR1 5  | GBR2 4  | AUT1 5 | AUT2 6 | CAT1 7 | CAT2 Ret | SM1 10  | SM2 4   |        |         |        |     | 2n  | 217 |
| 2023 | Moto2     | Kalex       | POR 23   | ARG 16 | AME      | ESP      | FRA    | ITA     | GER      | NED     | GBR     | AUT     | CAT    | SM     | IND    | JPN      | INA     | AUS     | THA    | MAL     | QAT    | VAL | 32è | 0   |
| 2024 | MotoE     | Ducati      | POR1 Ret | POR2 5 | FRA1 4   | FRA2 Ret | CAT1 7 | CAT2 4  | ITA1 Ret | ITA2 12 | NED1 3  | NED2 5  | GER1 5 | GER2 3 | AUT1 5 | AUT2 4   | SM1 5   | SM2 4   |        |         |        |     | 6è  | 152 |

## Resultats al Mundial de Superbike
Barem de puntuació de 1993 ençà:
| Posició         | 1  | 2  | 3  | 4  | 5  | 6  | 7 | 8 | 9 | 10                   | 11                   | 12                   | 13                   | 14                   | 15                   |                      |
| Curses 1 i 2    | 25 | 20 | 16 | 13 | 11 | 10 | 9 | 8 | 7 | 6                    | 5                    | 4                    | 3                    | 2                    | 1                    |                      |
| Cursa Superpole | 12 | 9  | 7  | 6  | 5  | 4  | 3 | 2 | 1 | [ Nota Superpole 1 ] | [ Nota Superpole 1 ] | [ Nota Superpole 1 ] | [ Nota Superpole 1 ] | [ Nota Superpole 1 ] | [ Nota Superpole 1 ] | [ Nota Superpole 1 ] |

1. ↑  La cursa Superpole va ser introduïda la temporada del 2019

(Ids. Rondes | Llegenda) (Curses en negreta indiquen pole; curses en  itàlica indiquen volta ràpida)
| Any  | Moto      | 1       | 1       | 2      | 2       | 3       | 3     | 4       | 4      | 5       | 5     | 6      | 6       | 7       | 7       | 8       | 8       | 9      | 9       | 10     | 10      | 11     | 11     | 12     | 12     | 13    | 13      | Pos. | Pts |
| Any  | Moto      | C1      | C2      | C1     | C2      | C1      | C2    | C1      | C2     | C1      | C2    | C1     | C2      | C1      | C2      | C1      | C2      | C1     | C2      | C1     | C2      | C1     | C2     | C1     | C2     | C1    | C2      | Pos. | Pts |
| ---- | --------- | ------- | ------- | ------ | ------- | ------- | ----- | ------- | ------ | ------- | ----- | ------ | ------- | ------- | ------- | ------- | ------- | ------ | ------- | ------ | ------- | ------ | ------ | ------ | ------ | ----- | ------- | ---- | --- |
| 2015 | Aprilia   | AUS 4   | AUS Ret | THA 4  | THA 4   | SPA 5   | SPA 4 | NED 6   | NED 6  | ITA Ret | ITA 3 | GBR 7  | GBR 7   | POR 11  | POR 7   | ITA Ret | ITA 7   | USA 5  | USA 4   | MAL 10 | MAL 3   | SPA 12 | SPA 2  | FRA 12 | FRA 8  | QAT 1 | QAT Ret | 5è   | 247 |
| 2016 | BMW       | AUS 8   | AUS 7   | THA 8  | THA 8   | SPA 7   | SPA 5 | NED 5   | NED 15 | ITA 4   | ITA 7 | MAL 4  | MAL 13  | GBR 7   | GBR 11  | ITA 5   | ITA 7   | USA 8  | USA 6   | GER 4  | GER Ret | FRA 14 | FRA 7  | SPA 8  | SPA 8  | QAT 8 | QAT 6   | 6è   | 213 |
| 2017 | BMW       | AUS 7   | AUS Ret | THA 7  | THA 5   | SPA 6   | SPA 7 | NED Ret | NED 7  | ITA DNS | ITA 8 | GBR 9  | GBR Ret | ITA 4   | ITA Ret | USA 7   | USA Ret | GER 9  | GER 8   | POR 6  | POR 5   | FRA 14 | FRA 8  | SPA 13 | SPA 10 | QAT 7 | QAT Ret | 9è   | 158 |
| 2018 | MV Agusta | AUS Ret | AUS 8   | THA 10 | THA Ret | SPA Ret | SPA 8 | NED 9   | NED 6  | ITA 14  | ITA 5 | GBR 11 | GBR 9   | CZE Ret | CZE Ret | USA 9   | USA 7   | ITA 18 | ITA Ret | POR 7  | POR 13  | FRA 12 | FRA 14 | ARG    | ARG    | QAT   | QAT     | 13è  | 98  |

| Any  | Moto     | 1      | 1      | 1      | 2      | 2      | 2      | 3      | 3     | 3     | 4     | 4     | 4      | 5      | 5     | 5     | 6       | 6     | 6     | 7      | 7      | 7      | 8       | 8     | 8       | 9     | 9     | 9     | 10     | 10     | 10     | 11     | 11     | 11     | 12    | 12     | 12    | 13      | 13     | 13     | Pos. | Pts |
| Any  | Moto     | C1     | CS     | C2     | C1     | CS     | C2     | C1     | CS    | C2    | C1    | CS    | C2     | C1     | CS    | C2    | C1      | CS    | C2    | C1     | CS     | C2     | C1      | CS    | C2      | C1    | CS    | C2    | C1     | CS     | C2     | C1     | CS     | C2     | C1    | CS     | C2    | C1      | CS     | C2     | Pos. | Pts |
| ---- | -------- | ------ | ------ | ------ | ------ | ------ | ------ | ------ | ----- | ----- | ----- | ----- | ------ | ------ | ----- | ----- | ------- | ----- | ----- | ------ | ------ | ------ | ------- | ----- | ------- | ----- | ----- | ----- | ------ | ------ | ------ | ------ | ------ | ------ | ----- | ------ | ----- | ------- | ------ | ------ | ---- | --- |
| 2019 | Kawasaki | AUS 11 | AUS 17 | AUS 14 | THA 11 | THA 13 | THA 10 | SPA 10 | SPA 8 | SPA 7 | NED 8 | NED C | NED 10 | ITA 11 | ITA 9 | ITA C | SPA Ret | SPA 8 | SPA 8 | ITA 12 | ITA 11 | ITA 10 | GBR Ret | GBR 9 | GBR Ret | USA 6 | USA 8 | USA 8 | POR 11 | POR 12 | POR 11 | FRA 11 | FRA 15 | FRA 10 | ARG 8 | ARG 11 | ARG 9 | QAT Ret | QAT 14 | QAT 13 | 11è  | 135 |